# Lidia Lwow-Eberle
Lidia Lwow Eberle, également connue sous le pseudonymes « Ewa » ou « Lala » (née 14 novembre 1920 à Plosa, morte le 5 janvier 2021 à Varsovie) est une archéologue polonaise d'origine russe, soldate de l'Armia Krajowa (l'Armée de l'intérieur), infirmière et militante indépendantiste.

## Biographie
Elle est la fille d'un ingénieur agricole (agronome) russe qui émigre avec sa famille en Pologne peu après sa naissance et s'installe à Nowogródek. Elle est diplômée de l'école secondaire de Święciany et commence des études de droit à l'Université Stefan Batory de Vilnius. Après l'agression de l'URSS contre la Pologne (1939), elle suit quelques mois de cours de pédagogie et devient enseignante dans des écoles primaires près du lac Naratch.

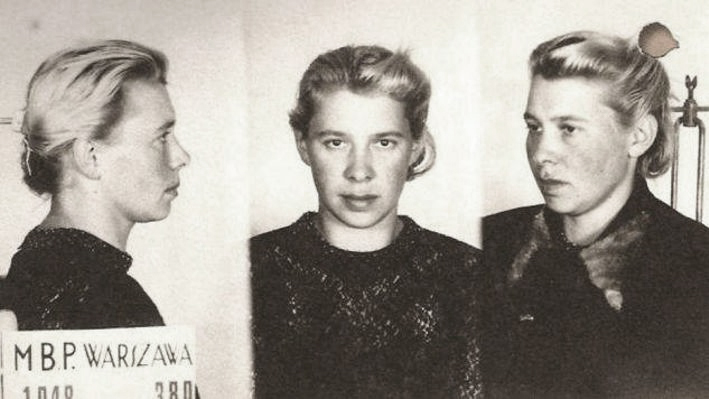
Lidia Lwow après avoir été arrêtée par le ministère de la Sécurité publique, 1948.

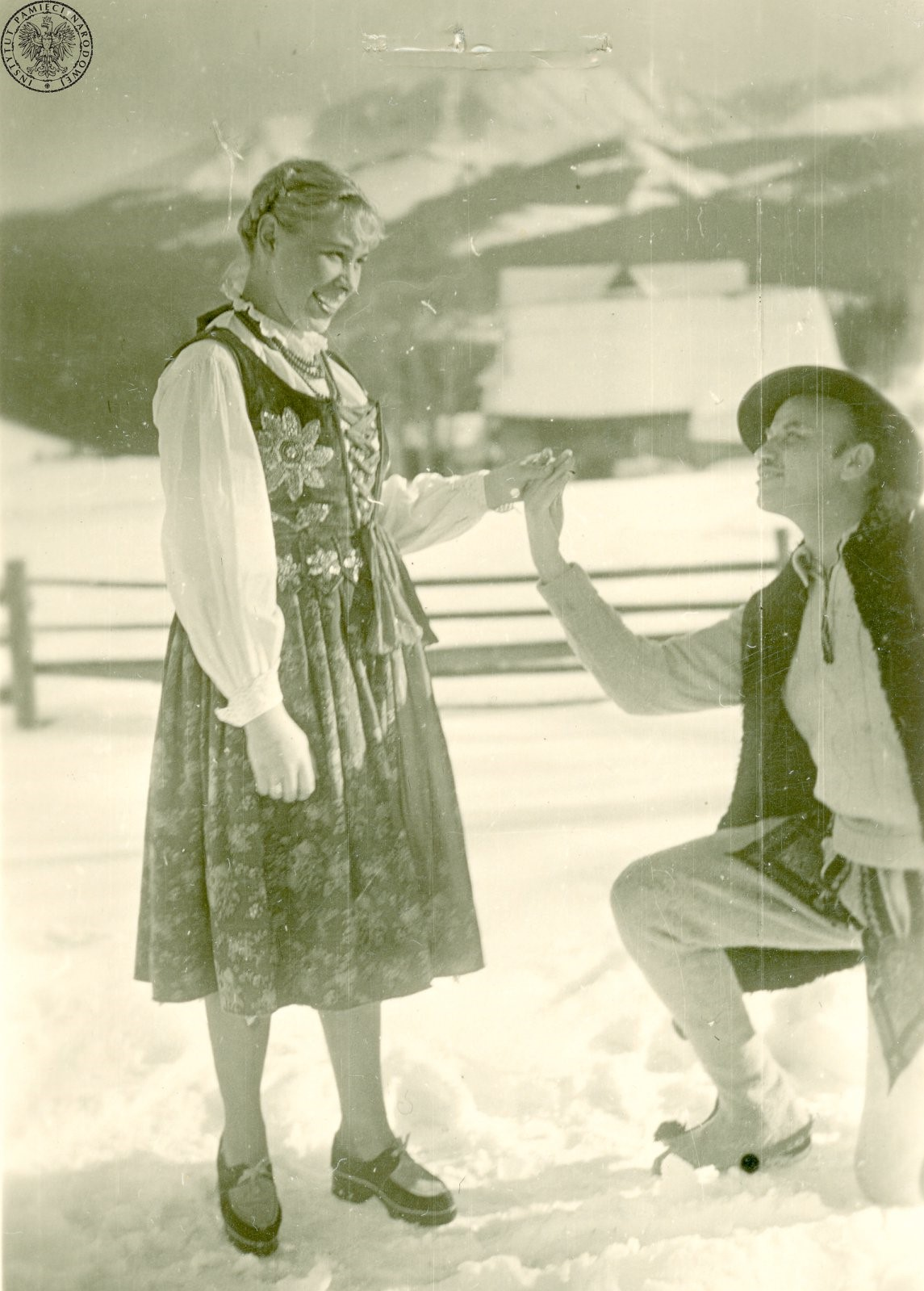
Lidia Lwow et Zygmunt Szendzielarz, 1948.

À l'été 1943, elle rejoint l'unité de l'Armée de l'Intérieur du sous-lieutenant Antoni Burzynski « Kmicic » en tant que cuisinière. Cette unité est partiellement anéantie en août 1943 par une brigade de partisans soviétiques. Après cet événement, Ewa rejoint la 5e brigade de l'Armée de l'Intérieur de Vilnius du major Zygmunt Szendzielarz Łupaszka et y exerce comme infirmière. Elle prend part à de nombreuses batailles de la Brigade : contre les Allemands près de Wodziany le 31 janvier 1944, où elle est blessée au bras, et contre un groupe de partisans soviétiques près de Radziuszy trois jours plus tard. En août 1944, elle se rend avec sa Brigade dans la région de Białystok. Elle est promue lieutenant.
Après la mort de l'épouse du major "Łupaszka" en février 1945, Lidia Lwow devient sa compagne. Le 30 juin 1948, elle est arrêtée avec "Łupaszka", et le 2 novembre 1950, elle est condamnée par le juge Mieczysław Widaj (pl) à la réclusion à perpétuité. Libérée en 1956, elle débute alors des études d'archéologue.
Elle épouse, en 1961, l'historien et joueur d'échecs Jan Eberle et obtient, en 1962, son diplôme à l'Institut d'archéologie de l'Université de Varsovie. Elle travaille ensuite au Musée de Varsovie. Elle est membre de la Commission Archéologique du Comité Civique pour la Reconstruction du Palais Royal de Varsovie et participe, dans ce cadre, à la restauration du bâtiment. En 1973, elle crée le Musée de la Guilde des Métiers du Cuir à Varsovie et en assure la gestion. Elle prend sa retraite en 1984.

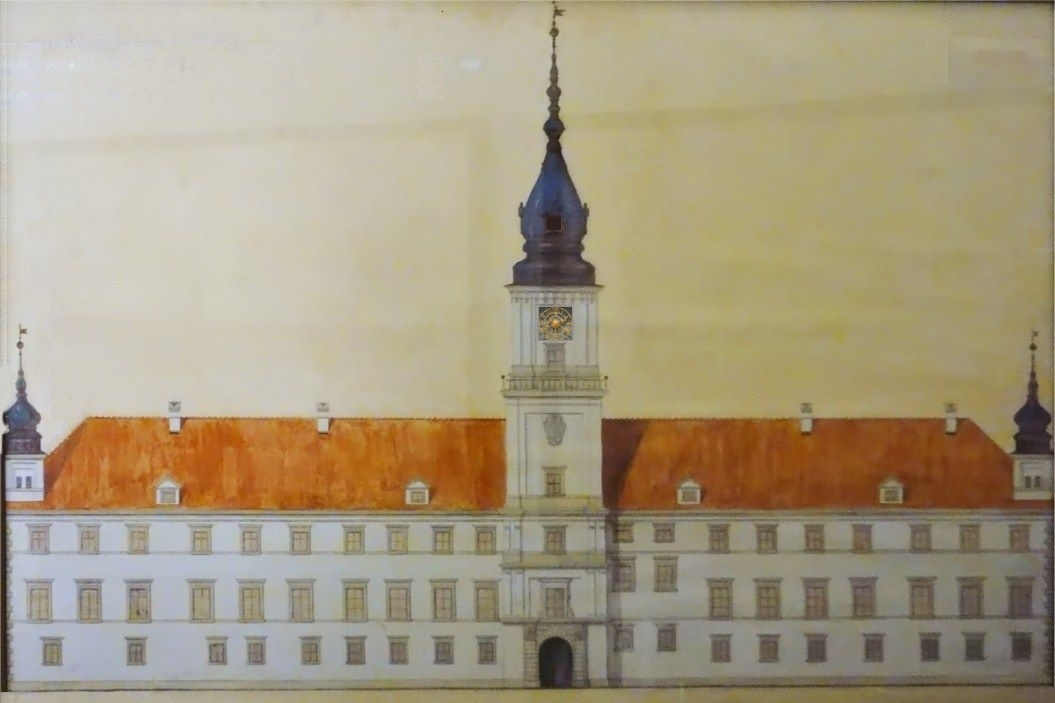
Palais royal de Varsovie.

Elle habite pendant plusieurs années dans le quartier de Bielany à Varsovie. Elle meurt à l'âge de 100 ans et estenterrée au cimetière militaire de Powązki à Varsovie, dans le Panthéon des soldats polonais combattants (section D18-colonne de gauche B-11-5).

## Décorations
- Croix d'officier de l'Ordre de Polonia Restituta (2020)[10]
- Croix de chevalier de l'Ordre de Polonia Restituta (2006)[11]
- Croix de la vaillance[12]
- Croix de bronze du mérite avec épées (1945)[5]